# Nati nel 1940/Maggio
| Questa pagina contiene informazioni ricavate automaticamente dalle voci biografiche con l'ausilio del template Bio e di un bot. L'aggiornamento è periodico e automatico e ricostruisce completamente la pagina. Se manca una persona in questa lista, sei pregato di non aggiungerla, ma accertati piuttosto che la sua voce biografica contenga il template Bio e che i dati anagrafici siano correttamente compilati. Se il template Bio manca, inseriscilo tu stesso o, in alternativa, metti l'avviso {{tmp\|Bio}} che ne segnala la mancanza. Se i dati riportati sono sbagliati, correggi direttamente la voce biografica; le modifiche saranno visibili in questa lista entro pochi giorni. Per chiarimenti vedi il progetto biografie. La lista contiene solo le 254 persone che sono citate nell'enciclopedia e per le quali è stato implementato correttamente il template Bio. Pagina aggiornata al 10 ago 2025. |

- 1º maggio - Fakhruddin Ahmed, politico e economista bangladese
- 1º maggio - Felipe Arizmendi Esquivel, cardinale e vescovo cattolico messicano
- 1º maggio - Brian Godfrey, calciatore e allenatore di calcio gallese († 2010)
- 1º maggio - Paola Mannoni, attrice e doppiatrice italiana
- 1º maggio - Gino Masciarelli, scultore italiano († 2021)
- 1º maggio - Dante Masolini, ex cestista e allenatore di pallacanestro argentino
- 1º maggio - Fuat Necati Öncel, avvocato e politico turco
- 1º maggio - Elsa Peretti, designer e filantropa italiana († 2021)
- 1º maggio - Gerhard Sturmberger, calciatore austriaco († 1991)
- 2 maggio - Hariton Pushwagner, pittore e grafico norvegese († 2018)
- 2 maggio - Bobby Brown, allenatore di calcio e ex calciatore inglese
- 2 maggio - Angelo Carrano, allenatore di calcio e ex calciatore italiano
- 2 maggio - Manuel Esquivel, politico beliziano († 2022)
- 2 maggio - Robert Kaplan, economista statunitense
- 2 maggio - Agostino Marianetti, politico e sindacalista italiano († 2016)
- 2 maggio - Roger Robinson, attore statunitense († 2018)
- 2 maggio - Rosario Spanò, ex calciatore italiano
- 3 maggio - Garth Fagan, coreografo, regista teatrale e ex ballerino giamaicano
- 3 maggio - David Koch, imprenditore e politico statunitense († 2019)
- 3 maggio - Lamberto Martellotti, politico italiano († 2014)
- 3 maggio - Conny Plank, produttore discografico e tecnico del suono tedesco († 1987)
- 3 maggio - Dieter Schmitt, ex schermidore tedesco
- 3 maggio - Clemens Westerhof, allenatore di calcio olandese
- 4 maggio - Pedro Cambareri, allenatore di calcio e calciatore argentino († 2010)
- 4 maggio - Robin Cook, medico e scrittore statunitense
- 4 maggio - Giovanni Grasso, politico italiano († 1999)
- 4 maggio - Peter Gregg, pilota automobilistico statunitense († 1980)
- 4 maggio - Harald Gulbrandsen, calciatore norvegese († 2022)
- 4 maggio - John Ridgway, fumettista britannico
- 4 maggio - Gastone Zotto, compositore e direttore di coro italiano
- 5 maggio - Giorgio Brigo, ex calciatore italiano
- 5 maggio - Gianni Bui, ex calciatore e allenatore di calcio italiano
- 5 maggio - Alberto Cappi, poeta italiano († 2009)
- 5 maggio - Lance Henriksen, attore statunitense
- 5 maggio - Michail Iosifovič Juzovskij, regista sovietico († 2016)
- 5 maggio - Stephen Kaltenbach, artista statunitense
- 5 maggio - Michael Lindsay-Hogg, regista statunitense
- 5 maggio - Michele Martelli, filosofo e saggista italiano
- 5 maggio - Adam Przeworski, politologo polacco
- 5 maggio - Lucy Simon, cantautrice e compositrice statunitense († 2022)
- 5 maggio - Lasse Åberg, attore, regista e sceneggiatore svedese
- 6 maggio - Ambrogio Colombo, ex ciclista su strada italiano
- 6 maggio - Jan Alfons Keustermans, medaglista e scultore belga
- 6 maggio - André-Joseph Léonard, arcivescovo cattolico belga
- 6 maggio - Anna Rossettini, artista italiana († 1998)
- 6 maggio - Vjačeslav Staršinov, ex hockeista su ghiaccio sovietico
- 6 maggio - Vito Taccone, ciclista su strada italiano († 2007)
- 7 maggio - Steven Blaisse, canottiere olandese († 2001)
- 7 maggio - Angela Carter, scrittrice e giornalista britannica († 1992)
- 7 maggio - Ambrogio Ciranna, scultore italiano († 2014)
- 7 maggio - Eugène Gerards, allenatore di calcio, dirigente sportivo e calciatore olandese († 2018)
- 7 maggio - Marek Gołąb, sollevatore polacco († 2017)
- 7 maggio - Jerry Harkness, cestista statunitense († 2021)
- 7 maggio - John Irvin, regista britannico
- 8 maggio - Peter Benchley, giornalista, scrittore e sceneggiatore statunitense († 2006)
- 8 maggio - Francisco Brandán, ex calciatore argentino
- 8 maggio - Romualdo Coviello, economista e politico italiano († 2022)
- 8 maggio - Emilio Delgado, attore statunitense († 2022)
- 8 maggio - Sandro Ferracuti, generale e dirigente d'azienda italiano
- 8 maggio - Santiago García Aracil, arcivescovo cattolico spagnolo († 2018)
- 8 maggio - Terry Huntingdon, modella statunitense
- 8 maggio - Eddie Joyal, ex hockeista su ghiaccio canadese
- 8 maggio - Vittorio Liberatori, politico italiano
- 8 maggio - Paolo Limiti, paroliere, conduttore televisivo e autore televisivo italiano († 2017)
- 8 maggio - Ricky Nelson, cantante e attore statunitense († 1985)
- 8 maggio - Giorgio Perrotta, ingegnere italiano († 2013)
- 8 maggio - Toni Tennille, cantautrice e tastierista statunitense
- 8 maggio - Carl Wilson, calciatore inglese († 2019)
- 8 maggio - Alberto Zuliani, statistico italiano
- 9 maggio - Franco Bassanini, politico italiano
- 9 maggio - Robert Blust, linguista statunitense († 2022)
- 9 maggio - James L. Brooks, produttore televisivo, produttore cinematografico e regista statunitense
- 9 maggio - Gianfranco Couyoumdjian, produttore cinematografico e sceneggiatore italiano († 2010)
- 9 maggio - Dick Morrissey, musicista e compositore britannico († 2000)
- 9 maggio - Giulio Pane, architetto e storico dell'architettura italiano
- 9 maggio - Kazbek Tuayev, allenatore di calcio, dirigente sportivo e ex calciatore sovietico
- 9 maggio - Miguel Angel Virasoro, fisico argentino († 2021)
- 10 maggio - Arthur Alexander, cantautore statunitense († 1993)
- 10 maggio - Taurean Blacque, attore statunitense († 2022)
- 10 maggio - Dominic Candeloro, storico statunitense
- 10 maggio - Wayne Walter Dyer, psicologo e scrittore statunitense († 2015)
- 10 maggio - Sven-Gunnar Larsson, ex calciatore svedese
- 10 maggio - Alessandro Metz, regista e sceneggiatore italiano
- 10 maggio - Vicente Miera, allenatore di calcio e ex calciatore spagnolo
- 10 maggio - Nello Polese, politico e ingegnere italiano
- 10 maggio - Harry Villegas, militare cubano († 2019)
- 10 maggio - Simona Weller, pittrice italiana
- 11 maggio - Luís Carlos Félix, arbitro di calcio brasiliano († 2015)
- 11 maggio - Giuseppe Giovenzana, politico italiano
- 11 maggio - Bruno Magliocchetti, politico italiano
- 11 maggio - Giovanni Manzolini, giornalista e politico italiano
- 11 maggio - Roberto Matosas, allenatore di calcio e ex calciatore uruguaiano
- 11 maggio - Žanna Prochorenko, attrice sovietica († 2011)
- 12 maggio - Adriano Birtig, ex calciatore italiano
- 12 maggio - Roland Buchs-Binz, ufficiale svizzero († 2022)
- 12 maggio - Paolo Casarin, ex arbitro di calcio italiano
- 12 maggio - Walter Frescura, ex tiratore a segno italiano
- 12 maggio - Maurizio Lotti, politico italiano († 2014)
- 12 maggio - Gian Pieretti, cantautore, compositore e paroliere italiano
- 12 maggio - Adrian Street, wrestler gallese († 2023)
- 12 maggio - Norman Whitfield, produttore discografico, paroliere e compositore statunitense († 2008)
- 13 maggio - Bruce Chatwin, scrittore e viaggiatore britannico († 1989)
- 13 maggio - Mircea Ciobanu, poeta rumeno († 1996)
- 13 maggio - Giampaolo Lampredi, allenatore di calcio e calciatore italiano († 2020)
- 13 maggio - Billy McCullough, ex calciatore nordirlandese
- 13 maggio - Simon Schagen, ex cestista olandese
- 13 maggio - Mick Smyth, ex calciatore irlandese
- 13 maggio - Kjeld Thorst, ex calciatore danese
- 13 maggio - Kōkichi Tsuburaya, maratoneta e mezzofondista giapponese († 1968)
- 14 maggio - Wilhelm Egger, vescovo cattolico italiano († 2008)
- 14 maggio - Leif Eriksen, calciatore e allenatore di calcio norvegese († 2024)
- 14 maggio - Valie Export, artista e performance artist austriaca
- 14 maggio - Renzo Michelini, politico italiano
- 14 maggio - William Francis Murphy, vescovo cattolico statunitense
- 14 maggio - Alberto Reynoso, cestista filippino († 2011)
- 14 maggio - Gianfranco Spisani, politico italiano († 2016)
- 14 maggio - Tommy Lawrence, calciatore scozzese († 2018)
- 15 maggio - Roger Ailes, produttore televisivo e giornalista statunitense († 2017)
- 15 maggio - Carlos Bielicki, scacchista argentino († 2024)
- 15 maggio - Oscar Castro-Neves, cantante, chitarrista e compositore brasiliano († 2013)
- 15 maggio - Ira Einhorn, attivista, ambientalista e criminale statunitense († 2020)
- 15 maggio - Esther Fischer-Homberger, psichiatra e storica svizzera († 2019)
- 15 maggio - Giuliano Fortunato, calciatore italiano († 2022)
- 15 maggio - Yoshimi Katayama, pilota motociclistico e pilota automobilistico giapponese († 2016)
- 15 maggio - Lainie Kazan, attrice e cantante statunitense
- 15 maggio - Arturo Mari, fotografo italiano
- 15 maggio - Molly Meacher, baronessa Meacher, politica e nobile britannica
- 15 maggio - Álvaro Mejía, atleta colombiano († 2021)
- 15 maggio - Marcello Morandini, architetto, scultore e designer italiano
- 15 maggio - Natalie Myburgh, nuotatrice sudafricana († 2014)
- 15 maggio - Don Nelson, ex cestista, allenatore di pallacanestro e dirigente sportivo statunitense
- 15 maggio - Alvin Rabushka, politologo statunitense
- 15 maggio - Mario Ruggenini, filosofo italiano († 2021)
- 15 maggio - Claus Spahn, conduttore televisivo e produttore cinematografico tedesco
- 15 maggio - Svetlana Svetličnaja, attrice sovietica († 2024)
- 15 maggio - Gianfranco Volpato, calciatore italiano († 2022)
- 16 maggio - Ernesto Colli, attore italiano († 1982)
- 16 maggio - Gert Dumbar, designer olandese
- 16 maggio - Johnny Rodríguez, ex cestista portoricano
- 17 maggio - Peter Gerety, attore statunitense
- 17 maggio - Adel Imam, attore e comico egiziano
- 17 maggio - Alan Kay, informatico statunitense
- 17 maggio - Gabriella Luccioli, magistrata italiana
- 17 maggio - Nicola Magrone, politico e magistrato italiano († 2023)
- 17 maggio - James Terry Steib, vescovo cattolico statunitense
- 17 maggio - Rolf Greger Strøm, slittinista norvegese († 1994)
- 17 maggio - Ingrid Wendl, ex pattinatrice artistica su ghiaccio austriaca
- 18 maggio - Colin Addison, ex calciatore e allenatore di calcio inglese
- 18 maggio - Maria Grazia Daniele Galdi, politica italiana
- 18 maggio - Margherita Guzzinati, attrice italiana († 1997)
- 18 maggio - Alain Le Yaouanc, pittore, disegnatore e scultore francese
- 19 maggio - Franco Bastelli, cantante italiano
- 19 maggio - Frans Bouwmeester, ex calciatore olandese
- 19 maggio - John Louis Esposito, islamista statunitense
- 19 maggio - Carlos Diegues, regista, sceneggiatore e produttore cinematografico brasiliano († 2025)
- 19 maggio - Jan Janssen, ex ciclista su strada e pistard olandese
- 19 maggio - Jack McClelland, calciatore nordirlandese († 1976)
- 19 maggio - Jim McManus, attore britannico († 2023)
- 19 maggio - Andreas Morisbak, allenatore di calcio, dirigente sportivo e ex calciatore norvegese
- 19 maggio - Mickey Newbury, cantautore statunitense († 2002)
- 19 maggio - René Stadler, ex bobbista svizzero
- 19 maggio - Luís Carlos Vinhas, pianista e compositore brasiliano († 2001)
- 20 maggio - Angelo Gino Agnese, anarchico, attivista e fisico italiano († 2001)
- 20 maggio - Claude Dagens, vescovo cattolico francese
- 20 maggio - Otto Jelinek, ex pattinatore artistico su ghiaccio e politico canadese
- 20 maggio - Lill Lindfors, cantante e attrice svedese
- 20 maggio - Stan Mikita, hockeista su ghiaccio canadese († 2018)
- 20 maggio - Dominique Nguyễn Chu Trinh, vescovo cattolico vietnamita
- 20 maggio - Aldo Pancheri, pittore e incisore italiano
- 20 maggio - Karl Anton Rickenbacher, direttore d'orchestra svizzero († 2014)
- 20 maggio - Leonard Susskind, fisico statunitense
- 20 maggio - Sadaharu Ō, giocatore di baseball e allenatore di baseball taiwanese
- 21 maggio - Robert Budzynski, calciatore e dirigente sportivo francese († 2023)
- 21 maggio - Maria Grazia Ciani, grecista, traduttrice e scrittrice italiana
- 21 maggio - Dimitrije Davidović, allenatore di calcio e ex calciatore jugoslavo
- 21 maggio - Gioacchino De Palma, ex maratoneta italiano
- 21 maggio - Luciano Giorgi, politico italiano
- 21 maggio - Belkis Leal, ex schermitrice venezuelana
- 21 maggio - Guido Martufi, attore italiano († 2018)
- 21 maggio - Tony Sheridan, cantautore e chitarrista britannico († 2013)
- 22 maggio - Kieth Merrill, regista statunitense
- 22 maggio - Michael Sarrazin, attore canadese († 2011)
- 22 maggio - Klaus Schlappner, allenatore di calcio tedesco
- 22 maggio - Ole Stavrum, ex calciatore norvegese
- 22 maggio - Giancarlo Vasini, ex calciatore italiano
- 23 maggio - Francesco Degrada, musicologo, clavicembalista e curatore editoriale italiano († 2005)
- 23 maggio - Lone Dybkjær, politica danese († 2020)
- 23 maggio - Gérard Larrousse, ex pilota automobilistico e dirigente sportivo francese
- 23 maggio - Levan Moseshvili, cestista sovietico († 2020)
- 23 maggio - Dominick Salvatore, economista statunitense
- 23 maggio - Michele Zanetti, politico e giurista italiano
- 24 maggio - Gerhard Bormann, attore tedesco
- 24 maggio - Iosif Aleksandrovič Brodskij, poeta, saggista e drammaturgo sovietico († 1996)
- 24 maggio - Jan Brouwer, allenatore di calcio olandese
- 24 maggio - Barbara Cleverly, scrittrice britannica
- 24 maggio - Ernesto Olivero, attivista e scrittore italiano
- 24 maggio - Gerardo Sacco, orafo, imprenditore e gioielliere italiano
- 24 maggio - Christoph Wolff, musicologo tedesco
- 25 maggio - Marianne Ahrne, regista e sceneggiatrice svedese
- 25 maggio - Nobuyoshi Araki, fotografo giapponese
- 25 maggio - Deanna Dunagan, attrice statunitense
- 25 maggio - Peppino Gagliardi, cantante e polistrumentista italiano († 2023)
- 25 maggio - Paul Hait, ex nuotatore statunitense
- 25 maggio - Gian Giacomo Migone, politico e storico italiano
- 25 maggio - Tony Southgate, dirigente sportivo, ingegnere e progettista britannico
- 25 maggio - Michael Spivak, matematico statunitense († 2020)
- 26 maggio - Fabrizio Abbate, politico italiano († 2001)
- 26 maggio - Maurice Boulois, ex cestista francese
- 26 maggio - Levon Helm, cantante, batterista e polistrumentista statunitense († 2012)
- 26 maggio - Giancarlo Magi, ex calciatore italiano
- 27 maggio - Gillian Barge, attrice inglese († 2003)
- 27 maggio - Jan Bruins, pilota motociclistico olandese († 1997)
- 27 maggio - Sotsha Dlamini, politico swati († 2017)
- 27 maggio - Hubert Kostka, allenatore di calcio e ex calciatore polacco
- 27 maggio - Riki Maiocchi, cantante italiano († 2004)
- 27 maggio - Zack Norman, attore, produttore cinematografico e regista statunitense († 2024)
- 27 maggio - Jean-Claude Piumi, calciatore francese († 1996)
- 27 maggio - Sergio Simone, politico italiano
- 27 maggio - Ed Van Impe, hockeista su ghiaccio canadese († 2025)
- 27 maggio - Gilberto Vendemiati, ex ciclista su strada italiano
- 28 maggio - Michael Arbib, neuroscienziato statunitense
- 28 maggio - John Bergamo, percussionista e compositore statunitense († 2013)
- 28 maggio - David Brewer, dirigente d'azienda britannico († 2023)
- 28 maggio - Giovanni De Min, ex calciatore italiano
- 28 maggio - Hiroshi Katayama, ex calciatore giapponese
- 28 maggio - Tom Petri, politico e avvocato statunitense
- 28 maggio - Andrés Torres Queiruga, teologo spagnolo
- 28 maggio - Gaetano Veneto, giurista e politico italiano
- 29 maggio - Leonardo Henrichsen, giornalista argentino († 1973)
- 29 maggio - Taihō Kōki, lottatore di sumo giapponese († 2013)
- 29 maggio - Raymond John Lahey, vescovo cattolico canadese († 2022)
- 29 maggio - Farooq Leghari, politico pakistano († 2010)
- 29 maggio - Donal Brendan Murray, vescovo cattolico irlandese († 2024)
- 29 maggio - Dickie Rooks, calciatore e allenatore di calcio inglese († 2024)
- 30 maggio - David Ackroyd, attore statunitense
- 30 maggio - James H. Charlesworth, biblista e storico delle religioni statunitense
- 30 maggio - Claus Dobberke, regista tedesco
- 30 maggio - Graziano Girardi, politico italiano
- 30 maggio - John Postley, cestista statunitense († 1970)
- 30 maggio - Angelo Romero, baritono italiano
- 31 maggio - Emilio Anselmi, scultore italiano
- 31 maggio - Anatolij Bondarčuk, ex martellista ucraino
- 31 maggio - Frans Brands, ciclista su strada belga († 2008)
- 31 maggio - Renato Donazzon, politico italiano († 2014)
- 31 maggio - Alain Duhamel, giornalista e saggista francese
- 31 maggio - Harry Entwistle, presbitero e vescovo anglicano britannico
- 31 maggio - Alfonso Guerra, politico spagnolo
- 31 maggio - Gilbert Louis, vescovo cattolico francese
- 31 maggio - Adriano Amidei Migliano, attore e giornalista italiano
- 31 maggio - Franco Pezzullo, allenatore di calcio e ex calciatore italiano
- 31 maggio - Gilbert Shelton, fumettista statunitense
- 31 maggio - Olivia Stapp, soprano statunitense
- 31 maggio - Lebbeus Woods, architetto e artista statunitense († 2012)
- 31 maggio - Dino Zandegù, ex ciclista su strada, pistard e dirigente sportivo italiano